# Достоєвська (станція метро, Москва)
«Достоєвська» (рос. Достоевская) — 181-ша станція Московського метрополітену, розташована на Люблінсько-Дмитровській лінії між станціями «Трубна» і «Мар'їна Роща». Відкрита 19 червня 2010.
«Достоєвська» є однією зі станцій метро колонно-стінового типу в Московському метрополітені. Крім того, за цім проєктом також побудовано декілька станцій, що розташовані на Люблінській лінії: «Крестьянська застава», «Дубровка», «Трубна».

## Технічні характеристики
Конструкція станції — колонно-стінова трисклепінна глибокого закладення. Станція була споруджена за новим проєктом, без підплатформних приміщень, її колони і колійні стіни спираються на монолітну залізобетонну плиту. Глибина закладення — 60 м.

## Колійний розвиток
Станція без колійного розвитку.

## Будівництво
Будівництво станції велося з середини 1990-х років. Довгий час будівництво було заморожено.
Під час консервації будівництва на недобудованій станції «Достоєвська» знімався фільм «Дорожній обхідник», що вийшов на екрани в 2007 році.
Роботи були відновлені лише в 2007 році, коли були пройдені повністю лівий і правий станційні тунелі і почалася проходка центрального залу, побудований 1 з 2 похилих ескалаторних ходів. У квітні 2009 року через брак коштів на будівництво було прийнято рішення про перенесення відкриття станції на травень 2010 року, але і цей термін перенесення виявився неостаточним. Дата відкриття станції — 19 червня 2010.

## Вестибюлі і пересадки
Станція спроєктована з двома виходами; один з них розташовується біля Центрального академічного театру Російської армії. Інший вихід станції (зараз замість нього скляна стіна), що виходить прямо на Суворовську площу.
- Автобуси: м5, м53, с511, с538, н6

## Галерея

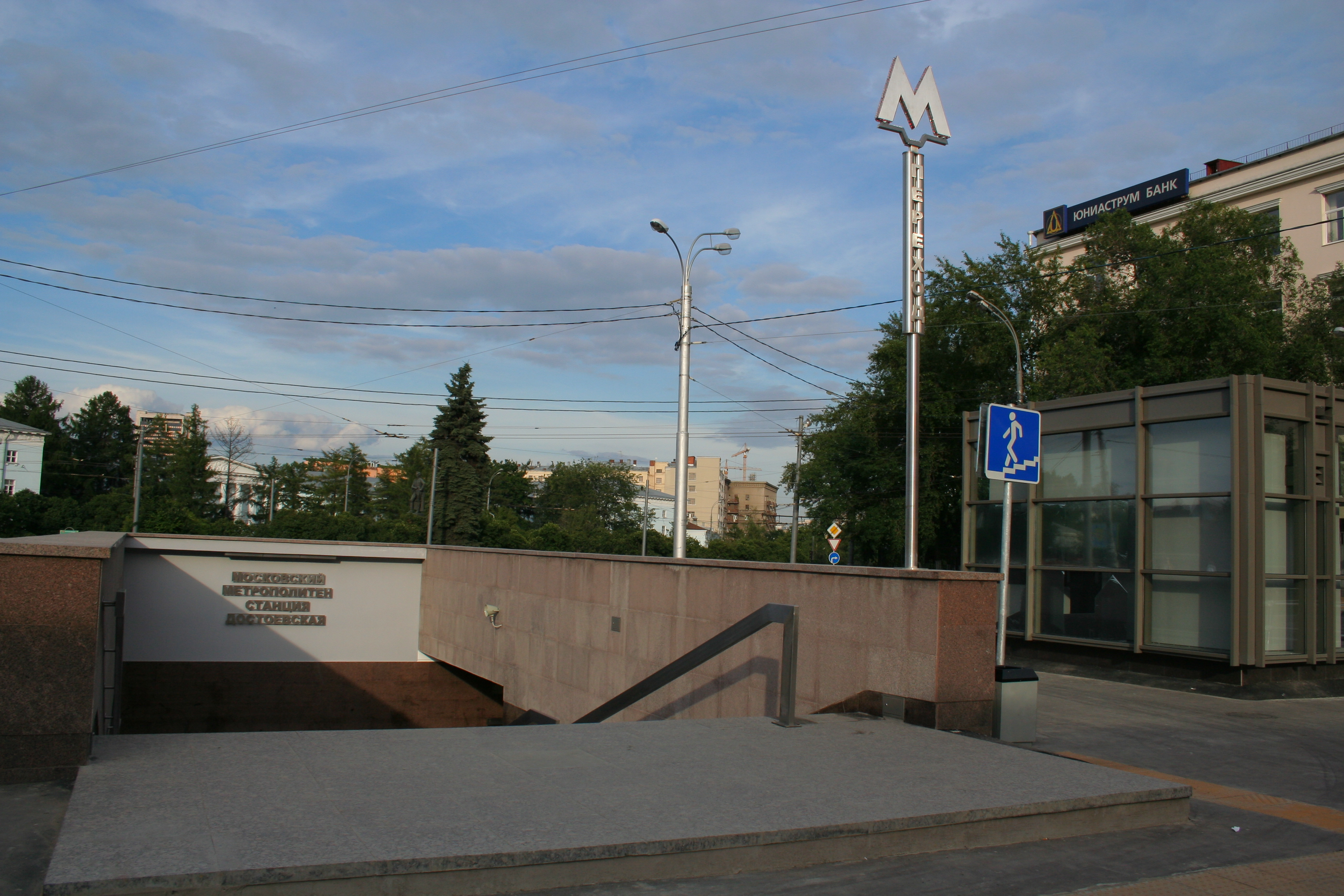
Вхід до станції
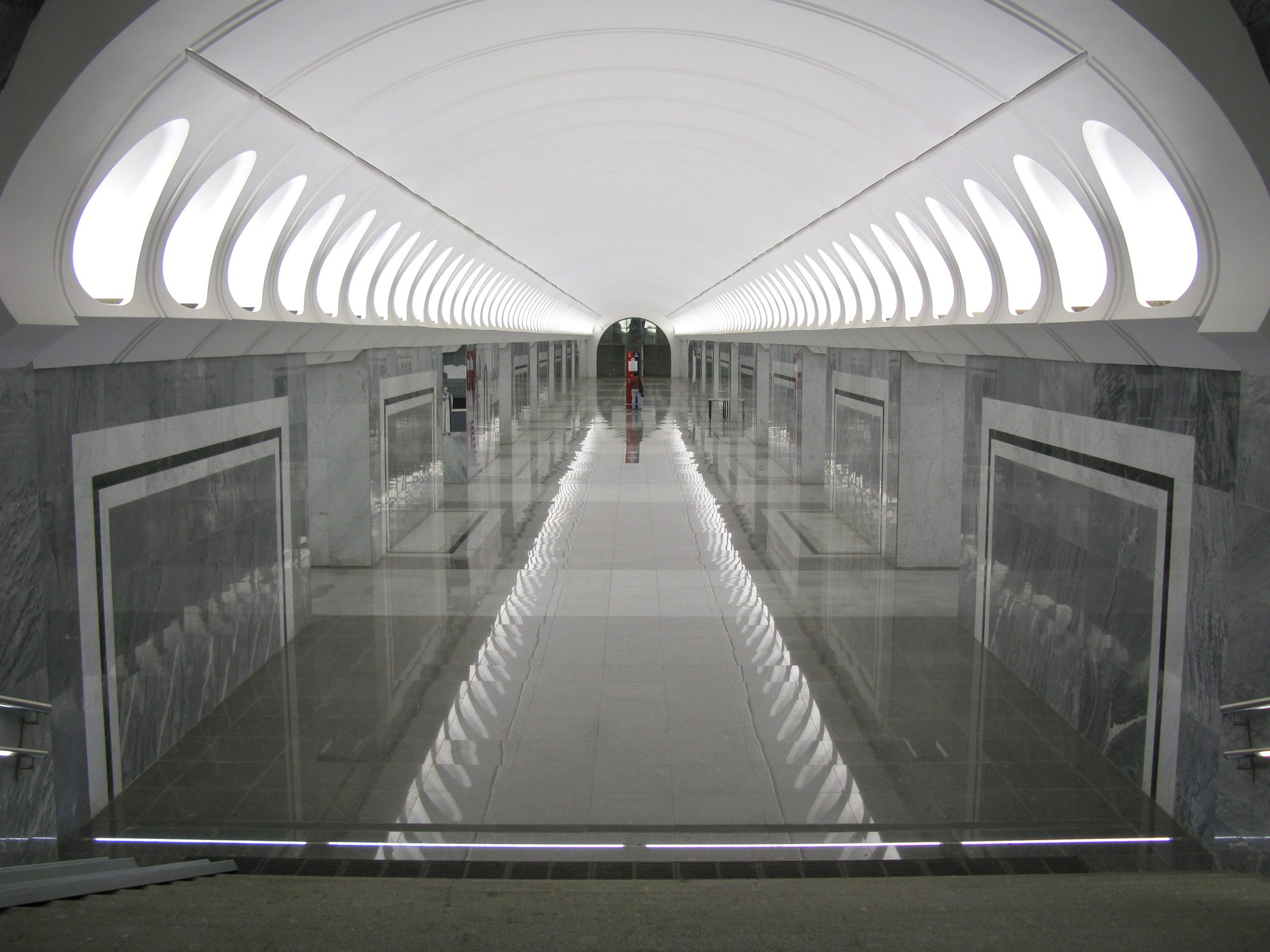
Центральна зала
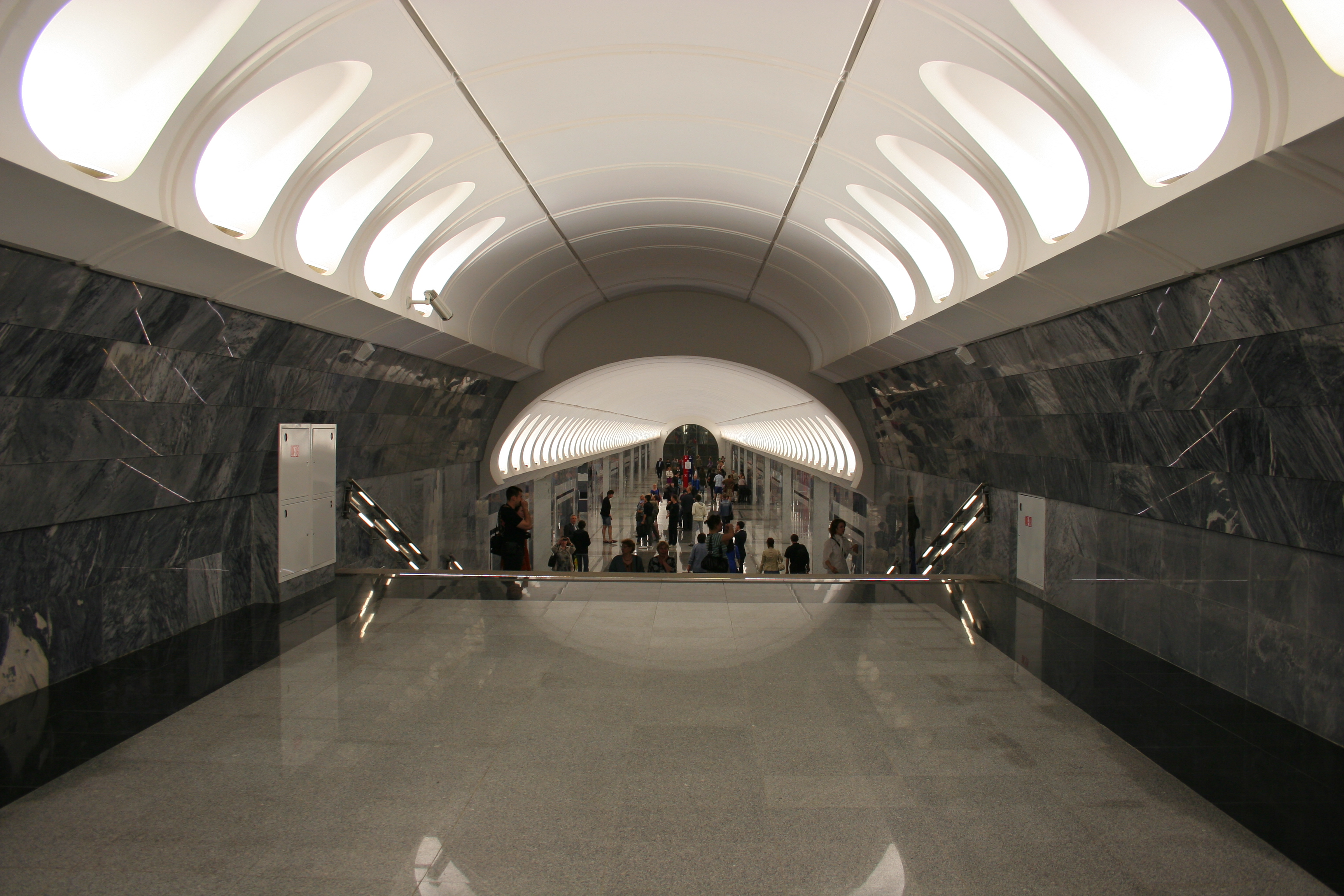
Станція в день відкриття